# Trichillum arrowi
Trichillum arrowi är en skalbaggsart som beskrevs av Saylor 1935. Trichillum arrowi ingår i släktet Trichillum och familjen bladhorningar. Inga underarter finns listade i Catalogue of Life.